# Jägerlieste
Die Jägerlieste (Dacelo), englisch Kookaburra (Lehnwort aus Wiradjuri), bilden eine Gattung der Vögel innerhalb der Familie der Eisvögel (Alcedinidae).
Zu dieser Gattung gehören fünf Arten, die in Australien, Tasmanien und Neuguinea vorkommen.
Die Jägerlieste sind große, bis zu 48 cm lange, überwiegend braun-grau und weißlich gefärbte Vögel.
Sie leben in Familiengemeinschaften in offenem Waldgelände, kommen aber auch in die Parks der Städte. Sie jagen Mäuse und andere kleine Tiere, vor allem Reptilien und Schlangen.
Die Jungen helfen den Eltern die nächste Brut aufzuziehen, besonders bei Rotbauchliesten. Als Bruthelfer erlernen sie damit das Brutgeschäft und verbessern die Überlebenschancen der Geschwister.
Der Ruf des Jägerliests (Dacelo novaeguineae), auch „Lachender Hans“ (engl. „Laughing Jack“) genannt, klingt wie lautes, hysterisches Lachenⓘ. Aufgrund seiner Größe wird er förmlich auch als Dacelo gigas bezeichnet.

## Arten
- Rotbauchliest (D. gaudichaud)
- Haubenliest (D. leachii)
- Jägerliest, Lachender Hans (D. novaeguineae)
- Froschschnabelliest (D. rex)
- Aruliest (D. tyro)